# Rafael Ferrer (jesuïta)
Rafael Ferrer (València, o Valls, l'Alt Camp, 1566 o 1570 - San José de Abucaes, Perú, juny de 1610 o 1611) va ser un jesuïta, missioner i explorador.
El seu pare l'havia destinat a una carrera militar, però ell va entrar en la Companyia de Jesús, i el 1593 va ser enviat a Quito (Equador). El 1602 va penetrar en territori dels cofán, un poble que vivia a setanta llegües a l'est de Quito, en la zona de l'alt Aguarico. Al cap de tres anys, els indígenes de nombroses aldees disperses havien estat agrupats en uns pocs assentaments i convertits al cristianisme, i el territori circumdant va ser obert als colons. El 1605, per ordre del virrei de Quito, Ferrer va recórrer sol l'Aguarico, es va endinsar entre les tribus del riu Napo i va arribar al Marañón. Va ser ben rebut pels indis, i d'aquest viatge, que va durar dos anys i set mesos, durant els quals es va dedicar a remuntar els distints afluents i a explorar-ne les riberes, va tornar amb un mapa de la conca del Napo i un herbari que va presentar al virrei, i va redactar una relació detallada de l'expedició. Va ser nomenat governador i primer magistrat dels cofán, i va rebre el títol de cap de les missions dels cofán. Després d'un període de descans en la missió, va viatjar cap al nord de Quito a través de boscos inexplorats, i va descobrir el riu Putumayo. El 1610 va tornar a treballar entre els indis, doblant els seus esforços en la civilització de les poques tribus cofán que encara no estaven dins de l'àrea de la seua influència. Va morir quan tornava d'una breu estada a Quito, travessant un riu molt cabalós, en caure del tronc que hi feia de pont, mogut a propòsit pels dos indis que l'acompanyaven, que van actuar així induïts per un dels caps tribals, en represàlia per l'obstinació del frare a obligar-los a renunciar a la poligàmia. Poc després es va estendre per les missions la llegenda segons la qual el pare Ferrer, abans de desaparèixer endut pel corrent, va romandre una bona estona assegut damunt l'aigua, amb els braços en alt, predicant per als seus assassins.
Va deixar un Arte de la Lengua Cofana (Quito, 1642), i la traducció del catecisme i d'unes seleccions dels Evangelis per a tots els diumenges de l'any en l'idioma dels cofán'’.